# Alexandr Nikulin
Alexandr Nikulin –en ruso, Александр Никулин– es un deportista ruso que compite en ciclismo en la modalidad de BMX estilo libre. Consiguió una medalla de bronce en los X Games.

## Medallero internacional
| \| X Games de Verano \| X Games de Verano \| X Games de Verano \| X Games de Verano \| \| Año \| Lugar \| Medalla \| Prueba \| \| ----------------- \| --------------------------- \| ----------------- \| ----------------- \| \| 2018 \| Mineápolis (Estados Unidos) \| Medalla de bronce \| Mejor truco \| |                             |                   |             |
| X Games de Verano |                             |                   |             |
| Año | Lugar                       | Medalla           | Prueba      |
| 2018 | Mineápolis (Estados Unidos) | Medalla de bronce | Mejor truco |